# Палатальные согласные
Палатальные согласные (среднеязычные, средненёбные, твердонёбные) — согласные, образуемые между средней частью спинки языка и твёрдым нёбом (palatum).
Активным речевым органом является средняя часть спинки языка, которая поднимается и соприкасается (при смычных) или сближается (при щелевых) с твёрдым нёбом.
В названии «палатальные» отражается пассивный орган (нёбо), а в названии «среднеязычные» — активный орган (язык).
Артикуляционно (но не акустически) близкие ретрофлексные согласные образуются при загнутом вверх и назад до твёрдого нёба переднем крае языка.
Известны следующие палатальные согласные:
| МФА | Описание                                  | Примеры           | Примеры    | Примеры   | Примеры                                                 |
| МФА | Описание                                  | Язык              | Орфография | IPA       | Значение                                                |
| --- | ----------------------------------------- | ----------------- | ---------- | --------- | ------------------------------------------------------- |
|     | Глухой палатальный взрывной согласный     | венгерский        | hattyú     | [hɒcːuː]  | лебедь                                                  |
|     | звонкий взрывной палатальный              | македонский       | раѓање     | [raɟaɲɛ]  | рождение                                                |
| ’   | абруптивный взрывной палатальный          | тиндинский        | k’yuta     | [c’uta]   | козёл                                                   |
|     | звонкий имплозивный палатальный           | суахили           | hujambo    | [huʄambo] | привет                                                  |
| c͡ç  | глухая палатальная аффриката              | гусии             |            |           |                                                         |
| ɟ͡ʝ  | звонкая палатальная аффриката             | неварский         |            |           |                                                         |
|     | глухой палатальный спирант                | немецкий          | nicht      | [nɪçt]    | не                                                      |
|     | звонкий палатальный спирант               | испанский         | yema       | [ʝema]    | желток                                                  |
|     | палатальный аппроксимант                  | русский           | мой        | [moj]     |                                                         |
|     | носовой палатальный сонант                | французский       | agneau     | [aɲo]     | ягнёнок                                                 |
|     | боковой палатальный сонант                | итальянский       | gli        | [ʎi]      | определённый артикль мужского рода множественного числа |
| ʎ̥   | глухой боковой палатальный сонант         | бура              |            |           |                                                         |
| cʎ̥’ | абруптивная боковая палатальная аффриката | дахало            |            |           |                                                         |
| ʎ̯   | палатальный одноударный латерал           | илгар (Австралия) |            | [miʎ̯argu] | (личное имя)                                            |

Серединные палатальные аффрикаты [c͡ç, ɟ͡ʝ] часто выступают как возможная реализация палатальных взрывных. Например, венгерские взрывные <ty, gy> могут реализоваться как аффрикаты.
Наиболее распространённым из палатальных согласных является плавный [j], который входит в десять самых распространённых звуков в языках мира. Носовой сонант [ɲ] также довольно обычен, встречаясь в 35 % из всех языков. При этом в большинстве из них среди шумных смычных ему соответствует не палатальный [c], а альвео-палатальная аффриката [tʃ]. Лишь в нескольких языках северной Евразии, Америки и центральной Африки палатальные взрывные противопоставлены переднеязычным аффрикатам, например в венгерском и албанском.

## Палатализация
«Палатальными согласными» часто называют другие согласные, возникшие в результате палатализации. Как правило, это касается альвео-палатальных аффрикат [tʃ dʒ tɕ dʑ] и спирантов [ʃ ʒ ɕ ʑ].
Символ <c> в фонологически-ориентированных транскрипциях используется для глухой свистящей аффрикаты (=МФА <ts>) и в таком качестве гораздо больше знаком русскоязычному читателю.
В то же время символы, используемые в МФА для палатальных взрывных (<c, ɟ>), могут также (согласно устаревшей версии того же МФА) использоваться для палатализованных велярных взрывных [kʲ, ɡʲ], или палатальных аффрикат [c͡ç, ɟ͡ʝ], или альвео-палатальных аффрикат [t͡ɕ, d͡ʑ], или даже для постальвеолярных аффрикат [t͡ʃ, d͡ʒ]. Так как настоящие палатальные взрывные относительно редки в языках мира, при обнаружении таких символов в описании есть смысл проверить, что имеется в виду.
Палатальные согласные также не следует путать с палатализованными согласными, основное место образования которых является другим, но с дополнительным сближением средней части языка с твёрдым нёбом. Таковыми, например, являются русские мягкие согласные (которые противопоставлены таким же, но не-палатализованным, или твёрдым, согласным) и английские альвео-палатальные [ʃ] (sh) и [ʒ].

## Другие обозначения
В транскрипции Щербы взрывные палатальные обозначаются с помощью знаков для сербских мягких аффрикат ћ ђ (=[c ɟ]), хотя в самом сербском эти знаки обозначают альвео-палатальные аффрикаты [ʨ ʥ].